# Treehouse of Horror
Treehouse of Horror är det tredje avsnittet i den andra säsongen av The Simpsons och sändes första gången den 25 oktober 1990. Det var det första i en rad av halloweenavsnitt, som i november 2010 var uppe i 21 stycken. Treehouse of Horror är en årlig tradition i varje säsong. Dessa avsnitt sticker ut från de andra Simpsonavsnitten och förändrar inte historien. Avsnittets originaltitel var från början The Simpsons Halloween Special.

## Handling
Avsnittet börjar med att Marge kommer ut på en scen och varnar alla tittare för den våldsamma halvtimmen de har framför sig och ber dem att inte låta sina barn kolla på detta avsnitt.
Efter vinjetten befinner sig Bart och Lisa i Barts trädkoja där de berättar spökhistorier för varandra. Utanför sitter Homer och lyssna på deras berättelser. Inne i kojan sitter även Maggie och lyssnar. I slutet av avsnittet har Homer svårt att sova och berättar för Marge att han hatar Halloween.

### Bad dream house
Familjen Simpson köper ett spökhus för en dollar och flyttar in. Familjen känner sig inte trygg och hör röster. De bestämmer sig för att sova på saken. Under natten försöker Bart, Lisa, Maggie och Homer döda varandra, men då Marge ropar deras namn slutar mordförsöket. Lisa upptäcker att huset ligger på en gammal indiansk gravplats. Marge försöker få huset att acceptera familjen, men istället väljer det att förinta sig självt, då det inte orkar bo med familjen.

### Hungry are the damned
Familjen Simpson grillar hamburgare då ett rymdskepp kommer och strålar upp dem.
Ombord på skeppet tas de hand av Kang & Kodos som ska transportera dem till Rigel 4 där de ska bli behandlade som kungar. Lisa berättar för dem att de redan är lyckliga på deras hemplanet. Kang & Kodos avbryter dem och serverar dem en festmåltid. Ombord på skeppet serveras de ett antal måltider, vilket gör Lisa orolig att de ska äta upp dem. Kang & Kodos lämnar tillbaka familjen till jorden, då de förstod att familjen under en stund trodde att de skulle bli en måltid. Åter på jorden säger Lisa att de var rymdmonstren.

### The Raven
Lisa berättar dikten Korpen av Edgar Allan Poe med James Earl Jones som berättarröst. I historien framträder rollfigurerna från Simpsons som andra personer. I berättelsen är Homer ensam i ett stort bibliotek och vilar. Han känner obehag och hör ljud. Efter ett tag blir Homer lugn, men blir orolig igen då en korp i form av Bart kommer in i rummet och säger Förbi hela tiden, vilket gör Homer vansinnig.

## Produktionen
När man gör avsnittet har författarna rätt att bryta mot reglerna och använda en högre grad av våld som inte man får göra i de vanliga avsnitten. Skapandet kom efter en idé från EC Comics skräckserier, som Tales from the Crypt. I den första delen parodierar man skräckhusfilmer, inkluderande The Shining och Huset som Gud glömde.
Det hemsökta huset, som byggdes på ett gravfält, är inspirerat av filmen Poltergeist och efterliknar huset från Familjen Addams. Den andra delen är en hänvisning till Twilight Zone, avsnittet To Serve Man. medan den tredje är en parodi på Korpen av Edgar Allan Poe.
Varningen som inleder avsnittet med att Marge står på scenen och varning om innehållet skapades som en riktig uppmaning till att varna unga tittare. Enligt M. Keith Booker har uppmaningen bara gjort avsnittet mer lockande för barnen, själva öppningen var en parodi på inledningen av filmen Frankenstein. Varningen försvann till Treehouse of Horror IV men används igen i Treehouse of Horror V. Därefter har man inte använt varningen igen. I de fem första Treehouse of Horror-avsnitten inleds introt med att en kamera färdas genom en kyrkogård där gravstenarna med humoristiska gravstenar ses. Namnen till gravstenarna var svåra att skriva, så därför övergav man den delen. Harry Shearer ger röst åt Kang, och Dan Castellaneta ger röst åt Kodos.
Det första avsnittet är det enda Treehouse of Horror-avsnittet som använder en trädkoja och är det första Simpsonsavsnittet som har en annorlunda version av ledmotivet. Under produktionen var skaparen Matt Groening nervös för den tredje delen eftersom det inte hade många skämt, och kände att det skulle vara "det värsta och mest pretentiösa avsnittet de skulle göra i serien". Gästskådespelet med James Earl Jones spelade in sina repliker på Village Recorder i västra Los Angeles och för att få det rätta ljudet tuggade han på en kaka. Avsnittet är det första med Kang & Kodos som därefter medverkat i varje Treehouse of Horror-avsnitt.